# 야마토촌 (나가노현 미나미아즈미군)
야마토촌(梓村)은 미나미아즈미군에 있던 촌이다. 

## 역사
- 1889년 4월 1일 - 정촌제 시행에 의해 2촌의 구역을 확대해 성립하였다.
- 1955년 4월 1일 - 아즈사촌과 합병해 아즈사가와촌이 성립하여, 동일 야마토촌은 폐지되었다.

## 참고문헌
- 角川日本地名大辞典 20 長野県